# Dubowjaziwka
Dubowjaziwka (ukr. Дубов'язівка) – osiedle typu miejskiego na Ukrainie, w obwodzie sumskim, w rejonie konotopskim, siedziba hromady. W 2001 liczyło 3016 mieszkańców, spośród których 2939 wskazało jako ojczysty język ukraiński, 65 rosyjski, 1 mołdawski, 4 białoruski, 2 inny, a 5 osób się nie zadeklarowało.